# Milnors K-teori
Inom matematiken är Milnors K-teori ett tidigt försök att definiera högre algebraisk K-teori, introducerat av Milnor (1970). 

## Definition
Beräkningen av  K2 av en kropp F ledde Milnor till följande ad hoc-definition av högre K-grupper:
{\displaystyle K_{*}^{M}(F):=T^{*}F^{\times }/(a\otimes (1-a)),\,}
som graderade delar av ett kvot av tensoralgebran av multiplikativa gruppen F× av tvåsidiga idealet genererat av elementen 
{\displaystyle a\otimes (1-a)\,}
för a ≠ 0, 1. För n = 0,1,2 är dessa identiska med Quillens K-grupper för en kropp, men för n ≧ 3 är de i allmänhet olika. Vi definierar symbolen {\displaystyle \{a_{1},\ldots ,a_{n}\}} som bilden av {\displaystyle a_{1}\otimes \cdots \otimes a_{n}}: fallet n=2 är en Steinbergsymbol.
Tensorprodukten på tensoralgebran inducerar en produkt {\displaystyle K_{m}\times K_{n}\rightarrow K_{m+n}} som gör {\displaystyle K_{*}^{M}(F)} till en graderad ring som är superkommutativ.

## Exempel
- {\displaystyle K_{n}^{M}(\mathbb {F} _{q})=0} för n ≧ 2.
- {\displaystyle K_{2}^{M}(\mathbb {C} )} är en överuppräknelig unikt delbar grupp.
- {\displaystyle K_{2}^{M}(\mathbb {R} )} är direkta summan av en cyklisk grupp av ordning 2 och en överuppräknelig unikt delbar grupp.
- {\displaystyle K_{2}^{M}(\mathbb {Q} _{p})} är direkta summan av multiplikativa gruppen av {\displaystyle \mathbb {F} _{p}} och en överuppräknelig unikt delbar grupp.
- {\displaystyle K_{2}^{M}(\mathbb {Q} )} är direkta summan av en cyklisk grupp av ordning 2 och cykliska grupper av ordning {\displaystyle p-1} för alla udda primtal {\displaystyle p}.

## Användningar
Milnors K-teori har en fundamental roll i högre klasskroppsteori, där den ersätter {\displaystyle K_{1}^{M}} i endimensionell klasskroppsteori.
Milnors K-teori modulo 2, betecknad med k*(F), är relaterad till étalekohomologin (eller Galoiskohomologin) av kroppen F enligt Milnors förmodan, bevisad av Voevodsky. Analogin för udda primtal är Bloch–Katos förmodan, bevisad av Voevodsky, Rost och andra.

### Fotnoter
1. ↑  Lam (2005) p.316
2. ↑  Gille & Szamuely (2006) p.184